# Ciao! (Tiga)
Ciao! è il secondo album del dj e produttore canadese Tiga, pubblicato nel 2009 dalla label Play It Again Sam e dalla sua propria etichetta Turbo Records.

## Tracce
Eventuali note sono indicate dopo il punto e virgola ";".
1. Beep Beep Beep - 3:50 (Tiga Sontag, David Dewaele, Stephan Deweale)
2. Mind Dimension - 4:37 (Tiga Sontag, Jesper Dahlbäck)
3. Shoes - 3:48 (Tiga Sontag, Jason Beck, Jesper Dahlbäck)
4. What You Need - 5:38 (Tiga Sontag, Jesper Dahlbäck, David Deweale, Stephan Dewaele)
5. Luxury - 5:40 (Tiga Sontag, Jason Beck)
6. Sex O'Clock - 4:05 (Tiga Sontag, Jori Hulkkonen)
7. Overtime - 6:11 (Tiga Sontag, David Dewaele, Stephan Dewaele)
8. Turn the Night on - 3:15 (Tiga Sontag, Jason Beck, David Deweale, Stephan Deweale)
9. Speak, Memory - 3:41 (Tiga Sontag, Jori Hulkkonen)
10. Gentle Giant - 6:08 (Tiga Sontag, James Murphy)
11. Love Don't Dance Here Anymore - 10:38 (Tiga Sontag, Jason Beck)